# 高嶋政宏
高嶋政宏（日语：／ Takashima Masahiro，1965年10月29日—）是日本男演員、藝人，出身於東京都，後來成為東寶娛樂旗下男藝人。身高184公分。

## 家族
高嶋政宏父親高島忠夫是演員，其母壽美花代是寶塚歌劇團演員，其弟高嶋政伸、其妻Sylvia Grab及前弟媳美元也是演員。

## 戲劇演出

### 電視劇
- 大河劇 （NHK）
  - 獨眼龍政宗（1987年） - 片倉重長
  - 毛利元就 （1997年） - 尼子晴久
  - 利家與松 （2002年） - 德川家康
  - 八重之櫻（2013年） - 槙村正直
  - 女城主 直虎（2017年） - 本多忠勝
- 銀河電視小説　悲しみだけが夢をみる （1988年，NHK） - 池上弘
- 小純的應援歌 （1988年，NHK） - 速水秀平
- 冰点 （1989年，朝日電視台）
- 男與女的懸疑　街系列（1989年 - 1991年，富士電視台） - 大上拓也
- 越過天空與海 （1989年，TBS電視台) - 伊良部徹
- 別了，李香蘭！ （1989年，富士電視台） - 周曉波
- 外科醫有森冴子 （1990年，日本電視台） - 倉沢星也
- 紐約戀愛物語II・男與女 （1990年，富士電視台） - 田中直人
- 百貨公司!夏物語 （1991年，TBS電視台） - 高山大介
- 近松青春日記 （1991年 NHK） - 杉森信盛
- 花與龍 （1992年，TBS電視台) - 玉井金五郎
- 美麗的謊言! （1992年，日本電視台） - 大場哲也
- 外科醫有森冴子II （1992年，日本電視台） - 倉沢星也
- 百貨公司!秋物語 （1992年，TBS電視台） - 高山大介
- 風林火山（1992年，日本電視台） - 上杉謙信
- 雙胞胎老師 （1993年，朝日電視台） - 黑崎健治
- 隼鳥新八御用帳 （1993年，NHK） -　隼新八郎
- 同窗會 （1993年，日本電視台） - 中康介
- 星期五牛郎 （1994年，日本電視台） - 麻桐司
- 我愛你 （1995年，讀賣電視台） -　宇賀神亨
- 鑽石女郎 （1995年，朝日電視台）　-　早川健介
- 龍馬來了（1997年，TBS電視台） - 千葉重太郎
- 12時間超Wide drama→新世紀Wide時代劇→新春Wide時代劇（東京電視台）
  - 赤穗浪士（1999年） -  不破數右衛門
  - 宮本武蔵 （2001年） - 吉岡清十郎
  - 龍馬來了（2004年） - 西郷隆盛
- 女主播霞凉子（1999年，朝日電視台）　-　松下卓
- 北阿爾卑斯山山岳救助隊・紫門一鬼系列 （2001年 - 2009年，東京電視台）　-　紫門一鬼
- 週二懸疑劇場 貴賓室的怪人 （2002年，日本電視台）
- 春與夏　（2005年，NHK） -　山下拓也
- 柳生十兵衛七番勝負 島原之亂（2006年 NHK） - 荒木又右衛門
- 新・桃太郎侍　（2006年，朝日電視台） -　桃太郎（桂木新二郎）、若木新太郎
- 向重性憂鬱障礙的復仇 〜從絶望中的復活〜（2007年，日本電視台）
- 致江原啓之的質問狀～永遠的記憶～ （2007年，WOWOW） - 小暮宗男
- 我要上太空 （2009年 NHK） - 鴨川友朗
- 天生妙手 第4、6話（2009年 TBS）　- 皇稜斗
- 隠蔽指令 （2009年 WOWOW） - 地村英雄
- 松本清張生誕100年SP「中央流沙」 （2009年12月14日，TBS電視台）　-　川辺好郎
- 週六Premium「神戶新聞7日間」 （2010年1月16日，富士電視台） -　首藤滿洲兒・神戸新聞整理部長
- BLOODY MONDAYSeason2　（2010年，TBS電視台） - 萩原太朗
- 草莓之夜SP（2010年11月13日，富士電視台） - 今泉春男
- 真正的犯人〜心理特搜事件簿〜（2011年，朝日電視台）　-　真田英俊
- 風之少年〜尾崎豊 永遠的傳説〜（2011年3月21日，東京電視台） - 須藤晃
- 荒川爆笑團（2011年，每日放送、TBS電視台） - 高屋敷
- 再也不誘拐了（2012年1月3日，富士電視台） -　黑木剛史
- 草莓之夜（2012年1月 - 3月，富士電視台） - 今泉春男
- 戀味母娘 （2012年2月19日，朝日電視台） - 森崎信二
- 推理要在晚餐後SP（2012年3月27日，富士電視台） - 田沼郁夫
- 週三懸疑9「みちのく麵食記者 宮沢賢一郎」（2012年4月11日，東京電視台） - 宮沢賢一郎
- 上鎖的房間　第2話（2012年4月23日，富士電視台） - 高澤芳男
- BS時代劇「火怨・北之英雄　阿弖流為傳」（2013年1月 - 2月，NHK BS Premium） - 坂上田村麻呂
- LAST HOPE（2013年1月 - 3月，富士電視台） - 鳴瀬哲司
- 幽靈女友（2013年4月 - 6月，關西電視台、富士電視台） - 岩名清二
- 歌舞伎華之戀（2013年7月 - 9月，TBS電視台） - 大岩松吉
- 都市怪談之女 Part2 最終話（2013年11月22日，朝日電視台） - 大河内英樹
- 鼠馳江戶（2014年1月 - 3月，NHK） - 德五郎
  - 鼠馳江戶2（2016年4月 - 6月，NHK）
- S -最後的警官-（2014年1月期，TBS電視台） - 中丸文夫
- 信長協奏曲（2014年10月 - 12月，TBS電視台） - 柴田勝家
- 刑警七人第一季（2015年7月 - 9月，朝日電視台） - 沙村康介
  - 刑警七人第二季（2016年7月 - 9月）
  - 刑警七人第三季（2017年7月 - 9月）
  - 刑警七人第五季 最終話（2019年9月18日）
  - 刑警七人第九季 第6話（2023年7月12日）
- 監獄學園（2015年10月－12月，富士電視台） - 理事長
- 青春偵探晴也～不容許大人的作惡～ 最終話（2015年12月24日，讀賣電視台） - 新田　彬
- 芭蕾刑警（日语：刑事バレリーノ）（2016年1月，日本電視台） - 鷲尾鷹男
- 櫻子小姐的腳下埋著屍體（2017年4月－6月，富士電視台） - 山路輝彥
- 騷擾遊戲（日语：ハラスメントゲーム）（2018年10月15日－12月10日，東京電視台） - 脇田治夫
- LEGAL HEART〜重建生命的律師（日语：リーガル・ハート 〜いのちの再建弁護士〜） 第1話（2019年7月，東京電視台） - 佐佐木原 部長
- 令和元年版 怪談牡丹燈籠（2019年10月6日 - 27日，NHK BS Premium） - 飯島平左衛門
- 別對映像研出手！（2020年4月6日 - 5月11日，MBS） - 藤本先生
- 無照律師/SUITS 第4話、第7話、第10話（2020年8月3日・8月24日・9月14日，富士電視台） - 富樫文弘
- 裕先生的妻子（日语：裕さんの女房）（2021年4月17日，NHK BS Premium） - 三船敏郎
- 武士助手逢坂君！（2021年7月27日 - 9月28日，日本電視台） - 鶯谷寛喜 / 鶯谷明喜
- 麻煩一族（2022年4月21日 - 6月30日，富士電視台） - 篠原久志
- 為親愛的我致上殺意（2022年10月5日 - 11月30日，富士電視台） - 猿渡敬三
- Last Man-全盲搜查官- 第6話（2023年5月28日，TBS）- 菊知岳大
- 18／40～兩人的夢想與愛情～（2023年7月11日 - 9月12日，TBS）- 黑澤祐一
- 事件（2023年8月13日 - 9月3日，WOWOW） - 高橋茂樹
- ONE DAY～平安夜的騷動～ 第4話（2023年10月30日，富士電視台） - 松木
- 花牌情緣－巡－（2025年7月9日 - ，日本電視台） - 梅園高校校長

### 電影
- 小荳荳電視台（1987年） - 黑澤圭一郎
- BU・SU（1987年） - 津田邦彦
- 悲しい色やねん（1988年） - 主演・桐山恵
- ガンヘッド（1989年） - ブルックリン（Bバンガー）
- ZIPANG（1990年） - 地獄極楽丸
- 新極道の妻たち（1991年） - 藤波直也
- 哥吉拉vs機械哥吉拉（1993年） - Gフォース隊員・青木一馬
- 日本武尊（1994年） - オウス / ヤマトタケル / ウツノイクサガミ
- 哥吉拉vs戴斯特洛伊亞（1995年） - 特殊戦略作戦室特佐・黑木翔
- ひめゆりの塔 (1995年の映画)|ひめゆりの塔（1995年） - 大杉少尉
- 君を忘れない（1995年） - 小沢啓二
- 風の歌が聴きたい（1998年） - 車椅子の恋人
- 間宮兄弟（2006年） - 大垣賢太
- チェスト!（2008年） - 吉川隆夫
- 超越巔峰（2008年） - 安西耿一郎
- 隠し砦の三悪人 THE LAST PRINCESS（2008年） - 本庄久乃進
- 海の金魚（2010年） - キヨミの父親
- 君が踊る、夏（2010年） - 村木保則
- はやぶさ/HAYABUSA（2011年） - 坂上健一
- SMUGGLER（2011年） - 河島精二
- 明日に架ける愛（2012年） - 岸田孝雄
- 荒川爆笑團（2012年） - 高屋敷
- この空の花 長岡花火物語（2012年） - 片山健一
- 殺人草莓夜 (電影)（2013年） - 今泉春男
- RETURN HARD VERSION（2013年） - 年輕社長
- 舞妓はレディ（2014年） - 高井良雄
- 柘榴坂的復仇（2014年） - 內藤新之助
- 信長協奏曲（2016年） - 柴田勝家
- 本能寺大飯店（2017年） - 明智光秀
- 輝夜姬想讓人告白～天才們的戀愛頭腦戰～（2019年）-白銀的父親
  - 輝夜姬想讓人告白～天才們的戀愛頭腦戰～ Final（2021年）
- 3人的信長（2019年） - 蒲原氏德
- AI崩壞（2020年） - 望月劍
- GRAND BLUE碧藍之海（2020年） - 古手川登志夫
- 別對映像研出手！（2020年） - 藤本老師
- 燃燒吧!劍（日语：燃えよ剣）（2021年10月15日） - 清河八郎

## 外部連結
- 東宝芸能のプロフィール：髙嶋政宏
- 髙嶋政宏オフィシャルブログ
- 東寶藝能官方資料 （页面存档备份，存于）
- 高嶋政宏的Instagram帳戶
- 高嶋政宏在互联网电影资料库（IMDb）上的資料（英文）